# Demokracja ateńska

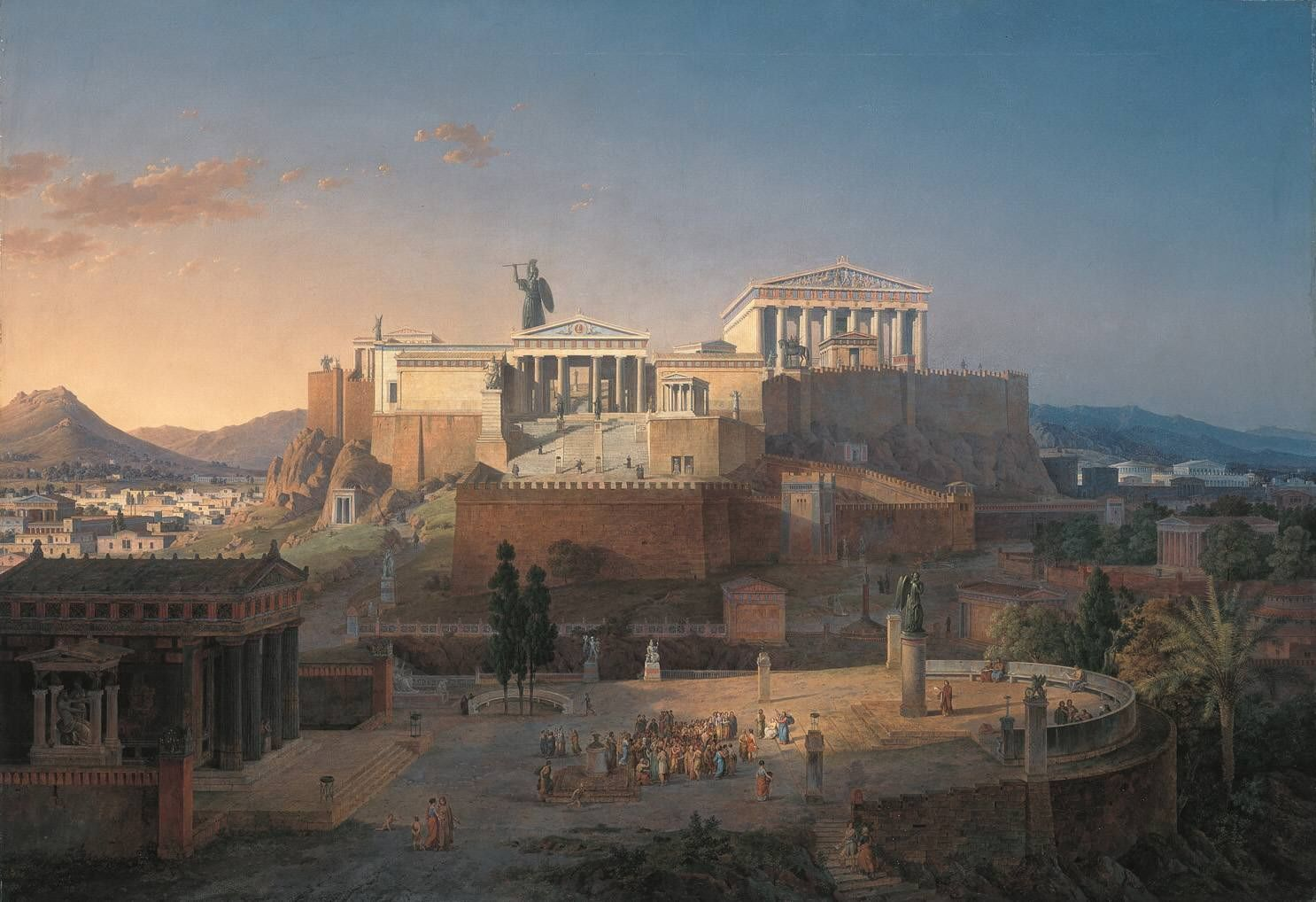
Ateny – obraz autorstwa Lea von Klenze

Demokracja ateńska – forma ustroju polis ateńskiej, położonej w greckiej krainie Attyce. Zazwyczaj uważa się, że trwała od początków VI do połowy IV wieku p.n.e., z przerwami w V wieku p.n.e. Według niektórych ocen, w Atenach okresu Peryklesa, obywatele z prawem głosu (demotes) stanowili około 40 tysięcy, spośród około 120 tysięcy ogółu ludności. Było to jedno z większych miast, gdyż w tamtych czasach sporej wielkości miasta liczyły ok. 10 tys. obywateli. Państwo to było pierwszą i w czasach starożytnych najważniejszą z demokracji. W języku greckim słowo demokracja od starożytności do dziś pełni też funkcję określenia republika.

## Główne cechy
Podstawą demokracji ateńskiej były rządy ludu (demos), rozumiane jako sprawczość i decyzyjność eklezji (zgromadzenia ludowego), rotacyjność urzędów i masowe, bezpośrednie uczestnictwo obywateli (obywatelstwo wówczas posiadała jednak mniejszość Ateńczyków). Nie wszyscy badacze zgodni są co do określania takiego systemu demokracją, z uwagi przede wszystkim na elitarność grupy posiadającej obywatelstwo (ok. 40 tys. obywateli - 80 tys. nie-obywateli). Na zgromadzeniach wszyscy pełnoprawni obywatele płci męskiej brali udział w głosowaniu (demokracja bezpośrednia). Wszystkie najważniejsze decyzje o znaczeniu państwowym podejmowane były przez Zgromadzenie Ludowe, a ich wykonawcami byli archonci. Głosowanie odbywało się w miejscach publicznych (agora, pnyks) zwykle przez podniesienie rąk, czasem przez fizyczny podział („Wszyscy, którzy są za, idą na lewo”). W sytuacjach szczególnej wagi stosowano także inne metody, np.: wrzucenie kamieni. 
Głosować mogli tylko aktywni obywatele. Byli nim tylko mężczyźni w wieku, w którym zdolni byli oni do służby wojskowej. Mężczyźni niepełnoletni (młodsi niż 18 lat) i zbyt starzy na służbę wojskową, byli obywatelami biernymi. Kobiety urodzone z Ateńczyków również miały status obywatelek bez praw politycznych. Łącznie uprawnionych było ok. 30 tys. osób. Kobiety, dzieci oraz niewolnicy nie mieli prawa głosu. Prawem głosu nie dysponowali także metojkowie. Istniało kilka przepisów i ograniczeń dotyczących władzy zgromadzenia, z wartym odnotowania Graphe Paranomon (także ustalonym przez zgromadzenie), które nie pozwalało na przyjęcie prawa sprzecznego z innym. Demokracja dla Ateńczyków znaczyła równość w podejmowaniu decyzji, nie zaś wybór osób                    (demokracja pośrednia). Przeciwnicy demokracji nazywali ją czasami ochlokracją (gr. ochlos – tłum, motłoch), co odnosi się szczególnie do jej formy późniejszej (zdegenerowanej), po Peryklesie. Takiej krytyki dokonywał chociażby Arystoteles w swojej Polityce.

## Zgromadzenie Ludowe
Zgromadzenie Ludowe (Ekklesia) to centralny organ demokracji ateńskiej. Zajmowało się wszystkimi sprawami kluczowymi dla polis. Rocznie odbywało się 30–40 zgromadzeń (sesji). Sesje mogły być zwyczajne, czyli z góry zaplanowane w kalendarzu, lub też zwoływane w trybie nagłym.

### Uczestnictwo
W wieku 18–20 lat każdy obywatel płci męskiej przechodził dwustopniowe szkolenie obywatelskie. Szkolenie to było obowiązkiem, ale i warunkiem uzyskania praw do uczestnictwa w obradach zgromadzenia. Przed uzyskaniem takich praw uczestnictwo w zgromadzeniach było zakazane. Bezprawny udział groził sądem, co mogło nawet skończyć się śmiercią. Niektórzy obywatele byli wykluczeni z uczestnictwa na podstawie atimii – rodzaju kary sądowej pozbawiającej części praw obywatelskich. Do udziału w głosowaniu miał prawo tylko rdzenny obywatel Aten.

### Obrady i głosowania
Wszyscy uprawnieni mężczyźni mogli brać udział w debacie i w głosowaniach. Głos każdego aktywnego obywatela ważył tyle samo, przynajmniej teoretycznie. Najważniejsze decyzje wymagały quorum, minimum 6000 i jednego obywatela. Pozostałe uchwały wymagały większości głosów spośród oddanych. Głosowano najczęściej przez podniesienie rąk. W sprawach mniejszej wagi czasem decydowała większość optyczna, gdy prowadzący prytani nie chcieli marnować czasu i wysiłku na dokładne liczenie głosów. Może to wydawać się kpiną z demokracji, ale w niektórych wypadkach było to funkcjonalne, na przykład gdy jednemu stronnictwu zależało na jakimś rozstrzygnięciu, podczas gdy przeciwnicy, choć byli w większości, nie byli aż tak zdeterminowani. Ci pierwsi mogli zwiększyć wagę swoich głosów stwarzając wizualne wrażenie większości. Nie robiono tak nigdy w sprawach najwyższej wagi. Wtedy skrupulatnie liczono głosy i decydowała większość formalna. Wtedy też częściej zdarzało się, że zamiast podniesienia rąk kładziono kamienie albo głosowano na piśmie. Za udział w Zgromadzeniu obywatel pobierał niewielkie wynagrodzenie pieniężne. Było to ważne ze względu na cel, jakim było szerokie uczestnictwo obywateli w sprawowaniu władzy. Wysokość tego wynagrodzenia była wyznaczona tak, by choć częściowo zrekompensować opuszczony dzień w pracy.

### Agora i Pnyks
Wszystkich uprawnionych do udziału w obradach i głosowaniach było 30–40 tys. dorosłych obywateli. Przy takiej liczbie osób istotnym ograniczeniem były rozmiary miejsc obradowania. Początkowo zgromadzenia odbywały się na Agorze, w pobliżu posągów Harmodiosa i Aristogejtona – zamachowców, tyranobójców. Potem obrady przeniesiono na Pnyks. Pnyks mógł pomieścić ok. 6000 obywateli, po rozbudowie (I poł. IV w. p.n.e.) 8000. Zatem wszyscy uprawnieni nie mogli naraz uczestniczyć w obradach. Praktycznie jednak nie ograniczało to demokracji, bo nie każdy obywatel był zaangażowany w każdą sprawę. Wielu przedkładało inne zajęcia nad obrady. Uczestnictwo nie było obowiązkowe i zwykle starczało miejsca. Po przeniesieniu miejsca obrad na Pnyks, Agora pozostała miejscem koncentracji życia publicznego Aten. Mieściły się tu najważniejsze obiekty publiczne, w tym Tolos, mieszczący Prytanejon.

## Rada Pięciuset
Rada Pięciuset (Boule) nadawała rytm wszystkim oficjalnym działaniom ateńskiej demokracji. Na zgromadzeniach w każdym ze 139 demów zgłaszali się kandydaci do Rady. Wiek kandydata minimum 30 lat. W centralnym losowaniu wyłaniano 1000 osób. Spośród nich losowano 500 radnych (bouleutes), pozostali byli jako zmiennicy. W ten sposób każdy radny miał swojego zmiennika, na wypadek śmierci lub niepowodzenia w procedurze dokimazji. W Radzie każda z fyl była reprezentowana po równo, każdy dem był reprezentowany proporcjonalnie do liczby jego obywateli. Kadencja Rady trwała rok. Ogólną zasadą obsadzania ateńskich urzędów było, że nie wolno powtórnie obsadzić urzędu tą samą osobą. W przypadku Rady czasem pozwalano pełnić urząd radnego dwa razy, lecz nie z rzędu, bo z racji dużej liczebności Rady mogłoby zabraknąć chętnych. Rada była podzielona na 10  prytanii, po 50 osób każda. Prytanie odpowiadały fylom (jednostkom administracji terenowej) – 10 prytanii odpowiadało 10 fylom. Rok urzędowego kalendarza dzielił się na 12 miesięcy, niezależnie od tego na 10 prytanii. Prytania kalendarzowa to okres sprawowania przewodnictwa w Radzie przez jedną prytanię-podgrupę. O kolejności następujących po sobie prytanii decydował los. 1/3 członków każdej prytanii urzędowała permanentnie w Tholosie. Przewodniczącym Rady z Tolosu (epistates) można było być tylko przez jeden dzień i tylko raz w życiu. Funkcje epistatesa były głównie reprezentacyjne, był także powiernikiem pieczęci, kluczy do państwowych skarbców i archiwów. Był to urząd jakby głowy państwa. W ten sposób wcielano jedną z kluczowych zasad funkcjonowania polis, polegającej na rotacyjności obywateli w sprawowaniu urzędów.
Rada obradowała codziennie, z wyjątkiem większości świąt i tzw. dni zakazanych. Szczególnym tematem obrad Rady były finanse i polityka zewnętrzna. W Radzie mógł wystąpić każdy obywatel za zgodą prytanów, lecz bez formalnego prawa wniesienia wniosku. Mógł to zrobić za niego buleuta. Wyjątek to stratedzy, którzy mogli zabierać głos z własnej inicjatywy i zgłaszać wnioski.
Zadaniem Rady było wyznaczać porządek obrad Zgromadzenia, ustalać hierarchię spraw do debaty, w porozumieniu z urzędnikami czuwała nad wykonaniem uchwał. Szczególne uprawnienia miała w sferze finansów, polityki zagranicznej (ale nie mogła wypowiadać wojen), nadzoru administracji, sądzenia obywateli. De facto między sesjami Ekklezji rozstrzygano w Radzie wiele kwestii leżących w kompetencji Zgromadzenia, ale wymagających rozstrzygnięć na bieżąco. Większość decyzji i działań Rady wymagała akceptacji Zgromadzenia, ale i tak mogła ona prowadzić wiele działań samodzielnie, a jej (Rady) uprawnienia i faktyczny zakres prac były szerokie.
W Radzie Pięciuset sporządzano uchwałę wstępną (probouleuma). Zgromadzeniu Ludowemu nie wolno było nic uchwalać bez uchwały wstępnej. Każdy wniosek, zanim trafił przed Zgromadzenie, był dyskutowany w Radzie. Rada mogła sformułować wniosek w sposób zamknięty albo otwarty. Jeśli wniosek był otwarty, Zgromadzenie w drodze debaty mogło dokonywać swobodnie zmian w pierwotnej wersji, dopracowywać go. W przypadku wniosku zamkniętego, Zgromadzenie mogło wniosek tylko przyjąć lub odrzucić. To było oczywiste pole do manipulacji ze strony Rady, ale ewentualna próba manipulacji mogła spotkać się z ostrym sprzeciwem ze strony uczestników Zgromadzenia, dlatego roli Rady nie można traktować jako faktycznego ograniczenia demokracji. Pozycja Rady w ustroju Aten była potężna, jednak w praktyce nie stanowiła zaprzeczenia demokracji, zwłaszcza że sama była organem bardzo demokratycznym, tak od strony rekrutacji członków, jak i funkcjonowania.

## Sąd Ludowy
Sądy, a ściśle trybunały (dikasteria), odgrywały ważną rolę w ateńskiej demokracji, także polityczną. Ateński system sądowy cechował wysoki poziom demokracji i całkowity brak profesjonalizmu. Sędziami byli wyłonieni w drodze losowania obywatele. Wszystkich sędziów było 6000. Losowano ich spośród chętnych na roczną kadencję. Trzymano się proporcji, żeby reprezentowana była po równo każda z 10 fyl. Dolny limit wieku sędziego wynosił 30 lat. Nie było sędziów zawodowych. Wyłonieni sędziowie składali obwarowaną klątwą „przysięgę heliestów”. Przysięgano na Zeusa, Demeter i Apollona. Dieta sędziego wynosiła 3 obole dziennie.
W systemie sądowniczym Aten zwraca uwagę ogromna liczebność trybunałów. W skrajnym wypadku mogli obradować nawet wszyscy sędziowie, tj. w liczbie 6000. Zwykle sprawą zajmował się trybunał o mniejszej liczebności. W doborze liczebności bazowano na liczbie 500 lub jej wielokrotności +1, czyli 501, 1001, 1501, etc. Duża liczebność trybunałów wynikała z założenia budowniczych ustroju, że dużą liczbę osób trudniej skorumpować. Do prostych, prywatnych spraw zwoływano trybunały mniejsze, tj. 201 lub 401 sędziów. Skład trybunału losowano, a w każdym trybunale po równo reprezentowana była każda z 10 fyl. Stosowano przy tym różne wymyślne metody losowania i przetasowania składów dla wyeliminowania ryzyka korupcji.
Nie było stałego miejsca odbywania sądów. Zbierano się w budynkach publicznych, które były w stanie pomieścić obrady. Nie było oskarżyciela publicznego, a każda ze stron występowała (musiała występować) we własnym imieniu. Samo sądownictwo było zupełnie nieprofesjonalne, ale pobocznie funkcjonowali profesjonaliści, którzy mogli odpłatnie lub po przyjacielsku świadczyć stronom usługi sądowe, byli to pisarze mów (logograf), współmówcy (synegoros), czy doradcy.
Do czasów reform Solona można było wnosić oskarżenie tylko z pozycji pokrzywdzonego. Solon wprowadził tryb wniosku o nazwie graphe, który pozwalał osobie prywatnej wnosić o rozpatrzenie krzywdy całej wspólnoty czy innej osoby. Przed trafieniem do trybunału wniosek w trybie graphe rozpatrywali urzędnicy. W przypadku oskarżeń prywatnych (dike), wstępnie sprawę usiłował rozwiązać urzędnik-rozjemca. Dopiero gdy mu się to nie udało, sprawa trafiała przed trybunał. Przegrana w sądzie niczym nie groziła oskarżycielowi, co sprzyjało sądowemu pieniactwu, które uważano za prawo obywatela. W przypadku oskarżeń publicznych (graphe) była przewidziana kara (grzywna, atimia) dla ewentualnego pieniacza. Oba tryby graphe i dike nie były ściśle rozgraniczone. Graphe wnosiła prywatna osoba na swoją odpowiedzialność, choć był to faktycznie wniosek w imieniu polis. W ramach graphe wolno było oskarżyć tylko osobę prywatną, nie wolno było oskarżać demosu, ani instytucji polis. Czyli, gdy ktoś uważał, że ustawa Zgromadzenia godzi w dobro publiczne, to musiał oskarżyć wnioskodawcę a nie ciało ustawodawcze. Zatem wszystkie sprawy miały charakter prywatny, mimo że niektóre dotyczyły spraw publicznych. Praktyka graphe miała ciemną stronę, gdyż umożliwiła praktykę zwaną sykofantią, która była poważną patologią ateńskiego systemu sądowniczego.

## Urzędnicy
Standardową procedurą wyboru urzędników była procedura losowania. Takie rozwiązanie uznawano za najbardziej demokratyczne. Rozwiązanie współczesne, że rządy w imieniu większości sprawują wybierani urzędnicy nie było uznawane przez starożytnych za demokrację, lecz za oligarchię. Mimo to, część urzędników pochodziła z wyboru. Stanowili oni mniejszą grupę, lecz piastowali zwykle odpowiedzialniejsze funkcje, w tym przywódcy wojskowi, czy powiernicy dużych ilości publicznych pieniędzy.

## Rada Areopagu
Areopag (gr. ὁ Ἄρειος πάγος ho Areios pagos – „wzgórze Aresa”) – w starożytnych Atenach najwyższa rada złożona z byłych archontów. Nazwa rady pochodzi od miejsca obrad – wzgórza Aresa, które poświęcone było bogu wojny i Eryniom, ich świątynia u stóp wzgórza była azylem dla zabójców. Nie jest znany dokładny czas powstania rady areopagu.
W skład Areopagu do czasów reform demokratycznych wchodzili wyłącznie przedstawiciele arystokracji. Areopagici mieli najwyższą władzę sądowniczą i polityczną w starożytnej Grecji. W gestii Areopagu leżało prowadzenie polityki oraz decydowanie o wojnie i pokoju. W sprawach wielkiej wagi państwowej zajmowali się wymierzaniem kar za najcięższe przestępstwa i kontrolowaniem wszelkich urzędników, w tym archontów. Areopag miał prawo odwołać ich z urzędu.

## Atimia i ostracyzm
W Atenach obowiązywało prawo pozwalające wygnać z miasta człowieka uważanego za wroga demokracji. Podczas obrad zgromadzenia ludowego każdy obywatel mógł wydrapać na glinianych skorupkach imię Ateńczyka, którego uznał za niebezpiecznego dla polis. Ten, kto otrzymał najwięcej głosów, musiał opuścić Ateny na 10 lat. Od greckiego słowa „ostrakon”, oznaczającego skorupę, pochodzi nazwa tego rodzaju głosowania.

## Powstanie demokracji ateńskiej
Czasem pierwsze formy demokracji widzi się już w prehistorii – mówi się wtedy o demokracji plemiennej. Na terenie starożytnej Grecji pewne cechy demokracji plemiennej przejawiała kultura mykeńska.
Około roku 1000 p.n.e. na terenie dzisiejszej Grecji, po długich i zawziętych walkach, zaczęły formować się zręby przyszłych miast-państw (polis). Doszło do podziału Grecji na część dorycką (np. Sparta), achajską (Arkadia, Cypr) oraz jońską (Attyka, Jonia). Zamieszkiwana przez Etolów i Tesalów Grecja północna pozostała na uboczu głównych wydarzeń historii politycznej Greków. Plemiona doryckie charakteryzowały się większym konserwatyzmem i – szczególnie w przypadku Sparty – militaryzmem niż plemiona jońskie.

### Ateny
Za ojczyznę demokracji uważa się Ateny, starożytną grecką polis położoną w Attyce. Około XI–VII wieku p.n.e. na południe i północ od Akropolu powstało miasto z agorą, otoczone w V wieku p.n.e. murami obronnymi – według mitów całą Attykę pod panowaniem ateńskim zjednoczył Tezeusz. Pierwszy kodeks prawa karnego i cywilnego  Ateńczycy zawdzięczają Drakonowi.

### Solon
Równolegle z Drakonem działał w Atenach, jeden z siedmiu mędrców i poeta Solon. W 594 p.n.e. został on wybrany na pierwszego archonta. Był to najwyższy urzędnik państwowy, jego tytuł – archont eponymus – podkreślał pierwszeństwo w zgromadzeniu 9 archontów. Archonci wybierani byli tylko na rok, sprawowali władzę wykonawczą, sądowniczą, dowodzili wojskiem i pełnili funkcje kapłańskie. Główną zasługą Solona jako archonta było to, że przygotował grunt pod zmiany ustrojowe Aten. Po pierwsze dokonał on podziału obywateli na cztery klasy według cenzusu majątkowego, ustanowił tzw. Radę Czterystu, sąd przysięgłych, ujednolicił system miar i wag, nadał prawa obywatelskie metojkom, którzy od dawna zamieszkiwali Attykę oraz znacznie poszerzył uprawnienia eklezji – zgromadzenia pełnoprawnych obywateli Aten, którzy ukończyli 20 lat. Od momentu pierwszego zgromadzenia był to najwyższy organ władzy, decydujący o polityce wewnętrznej i zagranicznej. Miejscem spotkań była agora (miejsce spotkań mieszkańców Aten) teatr lub wzgórze Pnyks. Głosowano na ogół jawnie, poprzez podniesienie rąk choć niekiedy odbywały się również głosowania tajne.

### Zapoczątkowanie demokracji przez reformy Klejstenesa
W 508/507 roku p.n.e. Klejstenes wprowadził szereg reform, które w przyszłości stały się podstawą ustroju demokratycznego. Główne z tych reform to:
1. Podział na fratrie i rody (gene) został zastąpiony podziałem terytorialnym.
2. Attyka podzielona została na 10 okręgów (fyle) a te z kolei na jeszcze mniejsze rejony (demy).
3. Metojkowie (cudzoziemcy osiedleni na stałe w Attyce) zyskali prawa obywatelskie.
4. Utworzono Radę Pięciuset (boule) (po 50 obywateli z każdej z 10 fyl).
5. Wprowadzono ostracyzm (tzw. sąd skorupkowy) oraz urząd 10 strategów (wybieralnych dowódców armii).

Celem reformy było zmniejszenie roli eupatrydów, zatarcie wielkich różnic majątkowych oraz egalitaryzacja społeczeństwa.